# L'Île infernale
L'Île infernale (天獄の島, Tengoku no Shima) est un seinen manga de Yūsuke Ochiai, prépublié dans le magazine Comic Break  et publié par l'éditeur Nihon Bungeisha en trois volumes reliés sortis entre octobre 2009 et novembre 2010. La version française a été éditée par Komikku Éditions en trois tomes sortis entre octobre 2012 et avril 2013. Une seconde saison de quatre tomes est publiée entre 2017 et 2020.

## Synopsis
La peine de mort n’existe plus au Japon. La peine ultime qui la remplace est l’exil sur une île coupée de tout. C’est là qu’arrive Ei Mikoshiba après s’être fait intentionnellement condamné. Son but : retrouver l’assassin de sa famille, son ancien ami, Sakaki. L’île-pénitencier se révèle un véritable enfer sur terre, une jungle sans pitié où les prisonniers, livrés à eux- mêmes, ont constitué une société d’une violence inouïe dans laquelle seuls les forts peuvent survivre. Ei semble taillé pour cet environnement hostile, mais réussira-t-il à accomplir sa vengeance ?

## Liste des volumes

### Saison 1
| no | Japonais         | Japonais          | Français        | Français          |
| no | Date de sortie   | ISBN              | Date de sortie  | ISBN              |
| -- | ---------------- | ----------------- | --------------- | ----------------- |
| 1  | 28 octobre 2009  | 978-4-537-12512-2 | 11 octobre 2012 | 979-10-91610-00-1 |
| 2  | 20 mai 2010      | 978-4-537-12601-3 | 10 janvier 2013 | 979-10-91610-00-1 |
| 3  | 18 novembre 2010 | 978-4-537-12669-3 | 11 avril 2013   | 979-10-91610-13-1 |

## Adaptations
Le manga est adapté en deux films, Tengoku no Shima (天獄の島) et Tengoku no Shima 2 (天獄の島 2), réalisés par Hiroyuki Tsuji et sortis en DTV, respectivement en mars et mai 2011,. Hitoshi Ozawa y tient le rôle d'Ei Mikoshiba.

### Édition japonaise
Nihon Bungeisha
1. 1 2  (ja) « Tome 1 ».
2. 1 2  (ja) « Tome 2 ».
3. 1 2  (ja) « Tome 3 ».

### Édition française
Komikku Éditions
1. 1 2  (fr) « Tome 1 », sur manga-news.com.
2. 1 2  (fr) « Tome 2 », sur manga-news.com.
3. 1 2  (fr) « Tome 3 », sur manga-news.com.